# Paura d'amare (film 1935)
Paura d'amare (Dangerous) è un film del 1935 diretto da Alfred E. Green.

## Trama
Don Bellows, un importante architetto di New York, è fidanzato con la bella e ricca Gail Armitage quando incontra la disperata Joyce Heath, che un tempo era la giovane attrice più promettente di Broadway. Don si sente profondamente in debito con Joyce, perché la sua interpretazione di Giulietta lo aveva ispirato a diventare un architetto.
Durante la sua riabilitazione, Don si innamora dell'esuberante attrice. Joyce, convinta di essere distruttiva nei confronti di tutto e tutti, lo mette in guardia. Fermo nel volerla aiutare, Don rompe il fidanzamento con Gail e finanzia l'attrice in uno spettacolo di Broadway. Egli inoltre insiste nel volerla sposare la sera della prima rappresentazione, ma Joyce declina la proposta, nascondendo il fatto che è già sposata con Gordon Heath, un uomo che non ama più.
Joyce va da Gordon e lo prega per ottenere il divorzio. Ma egli si rifiuta e in seguito ad un incidente automobilistico, intenzionalmente provocato da Joyce che è alla guida mentre i due sono in auto, rimane paralizzato per tutta la vita. Anche lei rimane ferita e ciò le impedisce di partecipare alla prima rappresentazione dello spettacolo che si traduce in un insuccesso. Don è rovinato e quando scopre che Joyce lo ha ingannato, la accusa di essere una donna completamente egoista.
Joyce medita il suicidio, ma scopre finalmente la verità nelle accuse di Don. Joyce ha un confronto con Don e, anche se lo ama veramente, gli raccomanda di ritornare da Gail e di sposarla. Lo spettacolo è un successo e Joyce, ora più responsabile, va a trovare Gordon e salva il suo matrimonio.

## Produzione
Il film fu prodotto dalla Warner Bros. Pictures.

## Distribuzione
Distribuito dalla Warner Bros. Pictures, il film uscì nelle sale cinematografiche degli Stati Uniti il 25 dicembre 1935.

## Riconoscimenti
- 1936 - Premio Oscar
  - Miglior attrice protagonista a Bette Davis